# Poul Tuxen
Poul Tuxen (født 8. december 1880 på Frederiksberg, død 29. maj 1955 i København) var en germansk filolog og orientalist og professor, søn af S.L. Tuxen.

## Liv og virke
Tuxen blev student 1899 fra Østre Borgerdydskole og tog magisterkonferens i tysk 1903; samtidig fordybede han sig i orientalsk litteratur, særlig sanskrit, fik universitetets Guldmedalje i 1905 for en afhandling om "Kvindens Stilling i det gamle indiske Samfund" og disputerede for den filosofiske doktorgrad i 1911 med en afhandling om "Yoga". Allerede 1903 blev han ansat ved Det kongelige Bibliotek, først som assistent, senere 1907 som underbibliotekar og 1924 som bibliotekar.
1921—22 foretog han en rejse til Bagindien, hvorfra han medbragte betydelige samlinger af orientalske håndskrifter og bøger til biblioteket. The Siam Society i Bangkok udnævnte ham til æresmedlem, og 1923 blev han medlem af Vetenskapssocieteten i Lund. Han var vedvarende i nær berøring med moderne tysk åndsliv og videnskab, blandt andet udgav han 1904 et skrift om Richard Wagner som dramatiker, og han har været med til at stifte selskabet af 1916 til gensidig kendskab af tysk og dansk kultur. Mest helligede han sig dog til studiet af sanskrit, hvis forskellige faser han var en fortrinlig kender af, og navnlig vandt han almindelig anseelse som fortolker af den gamle indiske filosofi, som allerede hans doktorafhandling afgav smukke beviser på.
Han foretog en studierejse til Forindien 1936-37, var professor i indisk-østerlandsk filologi ved Københavns Universitet 1928 og medlem af konsistorium 1935-40. Han holdt gæsteforelæsninger ved universiteterne i Warszawa i 1935 og i Madras i 1937.

## Forfatterskab
Han var redaktør af de to serier: »Verdensreligionernes Hovedværker« og »Eventyr fra mange Lande«. Foruden mindre afhandlinger i tidsskrifter, afsnittet "Indien" i Textbuch zur Religionsgeschichte og "Brahmanisme" i Religionshistoriske Texter fik han udgivet "An Indian Primer of Philosophy" (i Videnskabernes Selskabs Skrifter, 1914), "Sjæleforestillingen i Rigveda" (i Videnskabernes Selskabs historisk-filologiske Meddelelser, 1919), oversættelser af "Dhammapada" (1920), "Bhagavadgita" (1920), "De ældste Upanishader", I—II (1921—22) og endelig "Eventyr fra det gamle Indien" (1924), "Sibbern, Gabrielis' Breve" (1927), "Buddha, hans Lære, dens Overlevering og Liv i Nutiden" (1928), "Buddha och hans låra" (1930, svensk), "Opdagelsesrejser og Togfer i de indiske Lande" (1931), "Buddhistisk Relativisme" (1936), "Indledning til ..Sa-kuntala". (1942), "Kvinden i det gamle Indien" (1944), "Brahmanismen Og Buddhismen" (i værket Illustreret Religionshistorie, 1948), "Religions of India" (sammen med Sten Konow, 1949).

## Hædersbevisninger
Han var medlem af bestyrelsen for Orientalsk Samfund og af bestyrelsen for Selskabet af 1916 til gensidigt Kendskab af tysk og dansk Kultur 1916-26, æresmedlem af The Siam Society, Bangkok 1922; medlem af Vetenskapssocieteten i Lund 1923, af Videnskabernes Selskab 1928, af Nathan Soderblomsallskapet i Uppsala 1942 og af Det norske Videnskaps Akademi 1947, medarbejder ved Bibliographie Bouddhique 1930 tf. medlem af Carlsbergfondets direktion 1933 og af Ny Carlsberg Glyptoteks bestyrelse 1938, formand for Dansk-Indisk Forening 1948.
Han er begravet på Holmens Kirkegård.